# Alexander Michelis

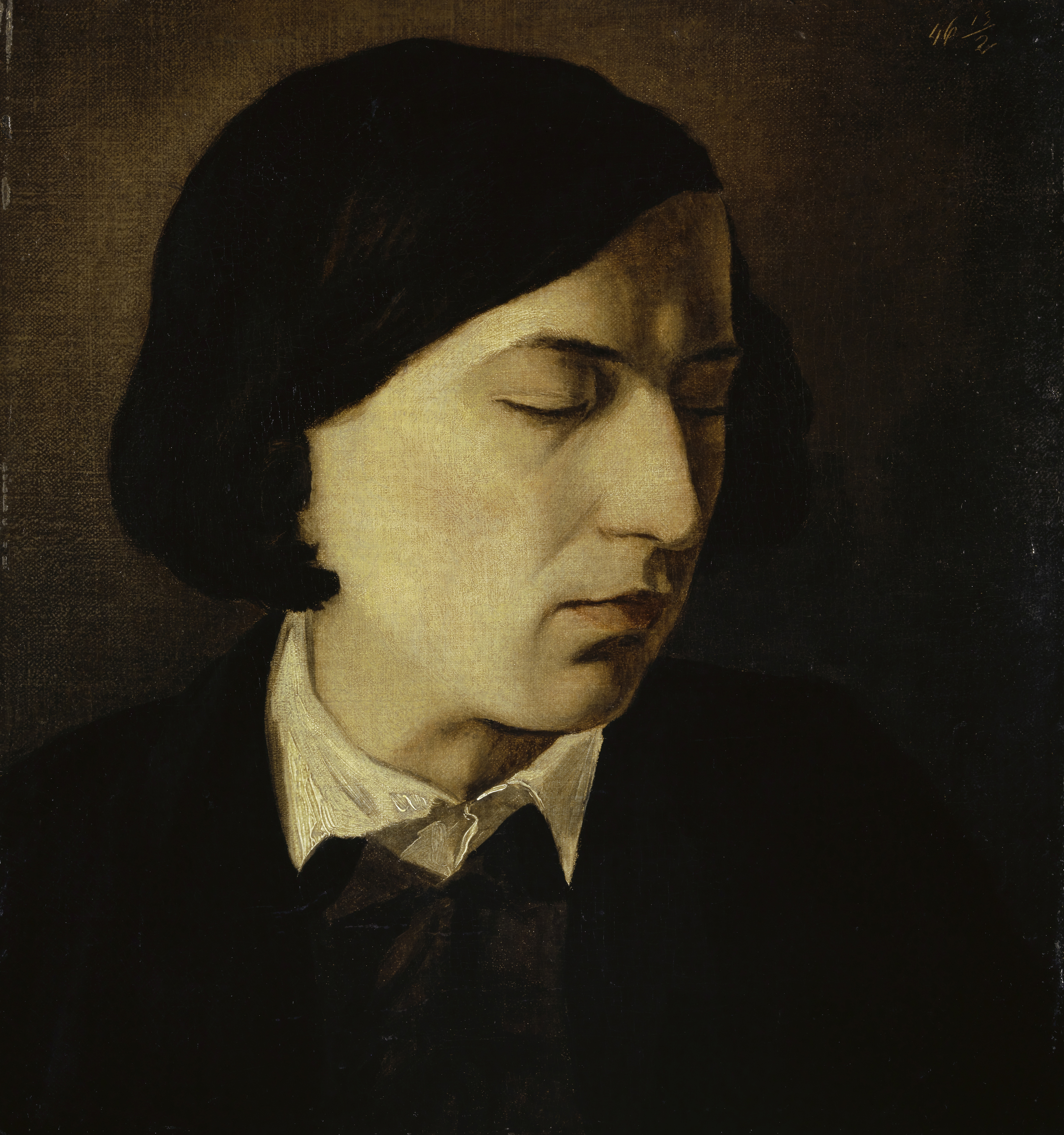
Bildnis Alexander Michelis,
Öl auf Leinwand von Arnold Böcklin

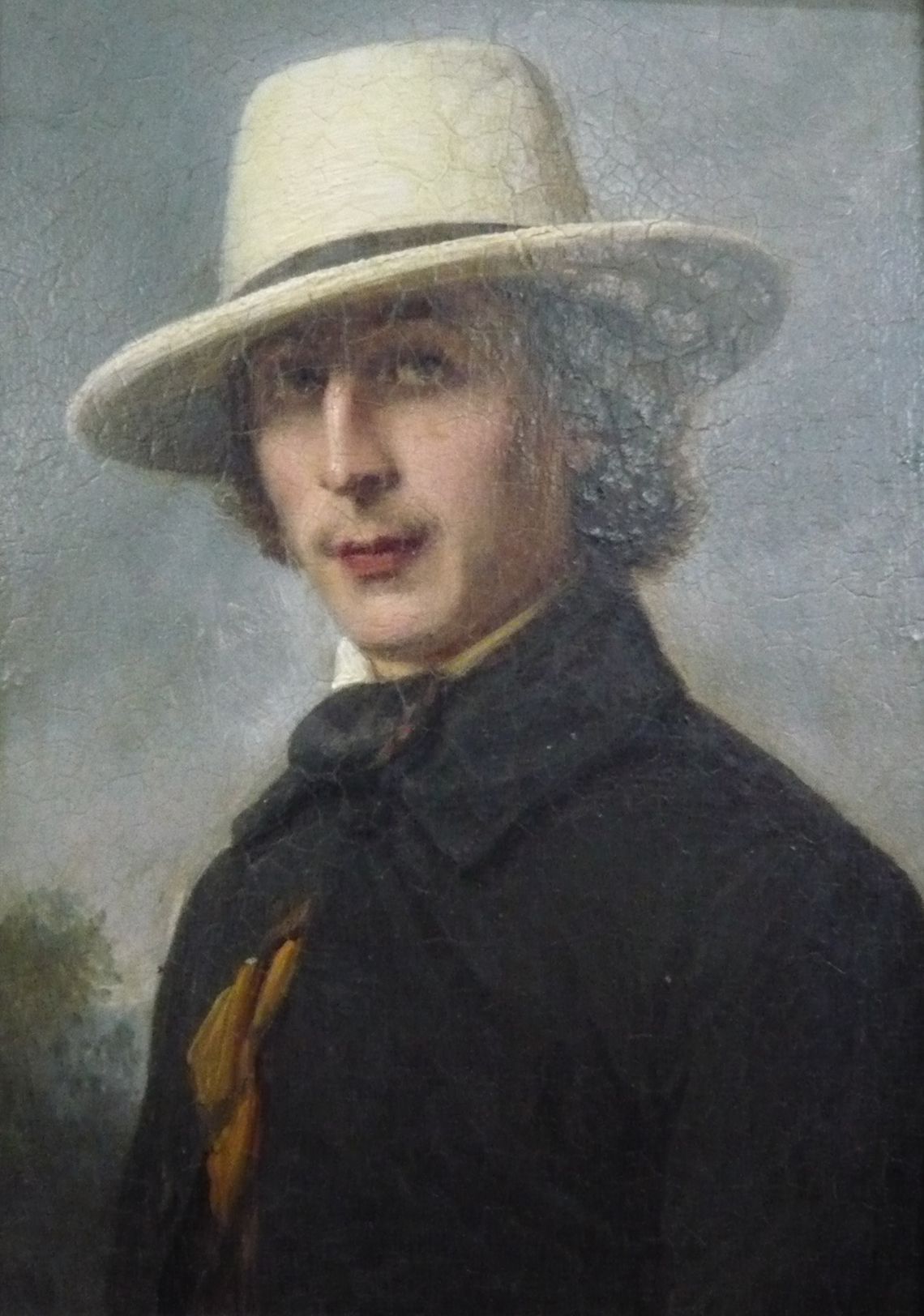
Porträt Alexander Michelis, von Friedrich Boser, Düsseldorf um 1850

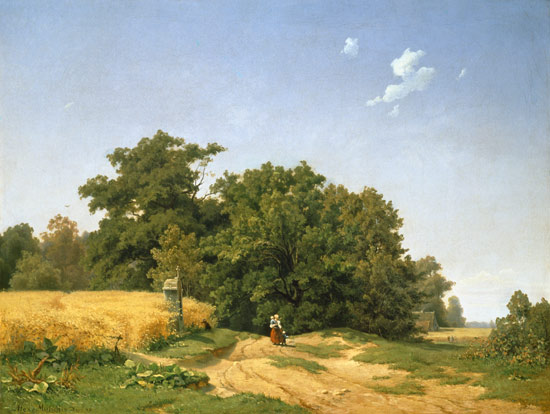
Westfälische Landschaft, 1846

Alexander Michelis (* 25. Dezember 1823 in Münster; † 23. Januar 1868 in Weimar) war ein deutscher Maler.

## Leben
Michelis war Sohn des Zeichners und Kupferstechers Franz Michels (1762–1835). Er studierte von 1843 bis 1851 an der Düsseldorfer Akademie und war dort Schüler von Johann Wilhelm Schirmer. Als Mitglied im Künstlerverein Malkasten löste er Hermann Becker als Schriftführer ab. Nach zehn Jahren der Selbständigkeit in Düsseldorf, innerhalb derer er auch Privatunterricht gab, so der Prinzessin Maria Luise von Hohenzollern-Sigmaringen und der Infantin Antonia Maria von Portugal, unterrichtete er Landschaftsmalerei von 1863 bis zu seinem Tod im Jahr 1868 an der Großherzoglich-Sächsischen Kunstschule Weimar. Dort war er Nachfolger von Arnold Böcklin und Franz von Lenbach.
Sein älterer Bruder Friedrich Bernhard Ferdinand Michelis (* 27. Juli 1815 in Münster; † 28. Mai 1886) war ein Theologe und Philosoph.